# إدواردو لوبيز
إدواردو لوبيز (بالبرتغالية: Eduardo Lopes) هو سياسي برازيلي، ولد في 19 سبتمبر 1964 بسانت أندري في البرازيل. حزبياً، نشط في الحزب الاشتراكي البرازيلي. انتخب عضو مجلس النواب البرازيلي ‏ وانتخب عضو مجلس الشيوخ من البرازيل عن دائرة Rio de Janeiro ‏ وقد انضم خلال فترته النيابية ‏  للكتلة البرلمانية Republicans (Brazil) ‏.